# Matt Grevers
Matt Grevers (Lake Forest, 26 de março de 1985) é um nadador norte-americano, ganhador de duas medalhas de ouro em Jogos Olímpicos.
Foi recordista mundial do revezamento 4x100 m livres e medley com a equipe americana.